# Triplophyllum speciosum
Triplophyllum speciosum là một loài thực vật có mạch trong họ Dryopteridaceae. Loài này được (Mett. ex Kuhn) Holttum miêu tả khoa học đầu tiên năm 1986.